# Həsrət Cəfərov
Həsrət Cəfərov (también escrito como Hasrat Jafarov; Bakú, 5 de octubre de 2002) es un deportista azerbaiyano que compite en lucha grecorromana; medallista de bronce olímpico y tres veces campeón europeo.

## Trayectoria
Participó en los Juegos Olímpicos de París 2024, obteniendo una medalla de bronce en la categoría de 67 kg.
Ganó dos medallas en el Campeonato Mundial de Lucha, en los años 2022 y 2023, y cuatro medallas en el Campeonato Europeo de Lucha entre los años 2022 y 2025.
En agosto de 2024 fue condecorado con la Orden del Mérito a la Patria de grado III.

## Palmarés internacional
| Juegos Olímpicos   | Juegos Olímpicos        | Juegos Olímpicos  | Juegos Olímpicos |
| Año                | Lugar                   | Medalla           | Categoría        |
| ------------------ | ----------------------- | ----------------- | ---------------- |
| 2024               | París (Francia)         | Medalla de bronce | 67 kg            |
| Campeonato Mundial |                         |                   |                  |
| Año                | Lugar                   | Medalla           | Categoría        |
| 2022               | Belgrado (Serbia)       | Medalla de bronce | 67 kg            |
| 2023               | Belgrado (Serbia)       | Medalla de plata  | 67 kg            |
| Campeonato Europeo |                         |                   |                  |
| Año                | Lugar                   | Medalla           | Categoría        |
| 2022               | Budapest (Hungría)      | Medalla de bronce | 67 kg            |
| 2023               | Zagreb (Croacia)        | Medalla de oro    | 67 kg            |
| 2024               | Bucarest (Rumania)      | Medalla de oro    | 67 kg            |
| 2025               | Bratislava (Eslovaquia) | Medalla de oro    | 67 kg            |